# Die Schulschwänzerin
Die Schulschwänzerin (Originaltitel: La ripetente fa l'occhietto al preside) ist eine italienische Erotik-Komödie des Regisseurs Mariano Laurenti aus dem Jahr 1980. Der Film erschien auch als Angela, die Schulschwänzerin und Flotte Teens und die Schulschwänzerin auf DVD. In den Kinos des deutschsprachigen Raums war er ab dem 3. Juli 1981 zu sehen.

## Handlung
Die attraktive Angela Pastorelli, Tochter eines Großindustriellen, möchte das versäumte Abitur nachholen. Um einer Bevorzugung durch das Lehrpersonal zu entgehen, schreibt sie sich daher in einem fernen Internat ein, um dort möglichst unerkannt die Schulbank zu drücken. Ihr Plan geht zunächst auf, ihr Nachname ist weder dem sexhungrigen Direktor Calabrone noch den anderen zumeist sonderbaren Dozenten geläufig. Lediglich der rebellische Mitschüler Carlo Lucignani kommt schnell hinter ihre wahre Identität, verrät diese anfangs nicht.
Angela umgarnt fortan Draufgänger Carlo mit ihren weiblichen Reizen, doch der junge Mann erwidert diese Zuneigung nicht, obgleich er die junge Schönheit liebt. Carlo fürchtet das Geld und die Macht der Pastorellis. Die geschmähte Spätabiturientin versucht daraufhin ihren Angebeteten mit inszenierten Romanzen und Verwirrungen – sie verdreht dem triebhaften und liebenswerten Direktor Calabrone den Kopf – für sich zu gewinnen, was ihr am Ende des Films auch gelingt.

## Kritiken
Das Lexikon des internationalen Films schrieb, die Produktion sei ein „konzeptloses Produkt italienischer Provenienz.“ Auch die italienische Kritik zeigte sich unbeeindruckt: „Hier kann jeder mitreden, wenn es denn was zu sagen gäbe. Aber es gibt ja nicht mal was zum Lachen“, so Francesco Mininni, während die Segnalazioni Cinematografiche eine inexistente Geschichte, zufällige Örtlichkeiten (wenn auch der Lago Maggiore sehr schön fotografiert sei), fade und vorhersehbare komische Entwicklungen und in dieser Art Komödien immer zu pathetisch wirkende, aggressiv auftretende Darsteller bescheinigten.